# Georg Wilhelm Sigismund Beigel
Georg Wilhelm Sigismund Beigel (auch Georg Wilhelm Siegmund Beigel) (* 25. September 1753 in Ippesheim; † 25. Januar 1837 in Dresden) war ein deutscher Diplomat, Bibliothekar, Naturforscher und Mathematiker.

## Leben
Georg Wilhelm Sigismund Beigel besuchte das Gymnasium in Windsheim beim Rektor Georg Wilhelm Dietz (1710–1786) und studierte anschließend an der Universität Altdorf und der Universität Leipzig; dort wurde er auch promoviert.
1786 trat er als Legationssekretär in sächsische Dienste und wurde dem königlich-sächsischen Gesandten in München zugeteilt, den er als Geschäftsträger bei dessen Abwesenheiten vertrat. 1802 kehrte er als Legationsrat nach Dresden zurück und wurde 1804 zum Geheimen Kabinettssekretär im Departement des Auswärtigen ernannt und begleitete den Kurfürsten Friedrich August III. (ab 1806 König Friedrich August I.) auf dessen Reisen. 1810 erfolgte seine Ernennung zum Geheimen Legationsrat, bei seiner Versetzung 1813 in eine neue Verwendung folgte ihm Friedrich Ludwig Breuer.
Am 13. Januar 1813 wurde Georg Wilhelm Sigismund Beigel Nachfolger des verstorbenen Oberbibliothekars Karl Wilhelm Daßdorf. Krankheitsbedingt wurde er am 11. November 1826 in den Ruhestand versetzt.

## Wirken
Bereits in seiner Münchner Zeit hatte Georg Wilhelm Sigismund Beigel mathematische Untersuchungen durchgeführt; in Dresden wurde er aufgrund seiner Erfolge auf diesem Gebiet in die Kommission für Maße und Gewichte berufen. In mehreren Zeitschriften verfasste er nicht nur Abhandlungen über naturwissenschaftliche Fragen, sondern auch über orientalische Sprachen.
Er stand in Korrespondenz mit Franz Xaver von Zach, Friedrich Wilhelm August Vetter (1799–ca. 1843), Georg August von Breitenbauch, Friedrich Gottlieb von Busse, Ferdinand Wachter (1794–1861), Johann Christian Rosenmüller, August Ferdinand Möbius, Johann Severin Vater, Johann Friedrich Eule (1751–1827), Jonathan August Weichert, Johann Elert Bode, Karl Ernst Christoph Schneider, Freiherr Karl von Stutterheim (1774–1811) und Christian Friedrich Pfeffel von Kriegelstein (1726–1807).

## Mitgliedschaften
Während seines Aufenthalts in Bayern betrieb Georg Wilhelm Sigismund Beigel naturwissenschaftliche Studien und wurde in die Königlich Bayerische Akademie der Wissenschaften aufgenommen.
Im März 1782 wurde er Mitglied bei den Freimaurern und trat der Dresdener Loge Zu den drei Schwertern bei.
1817 trat er der Gesellschaft für Mineralogie in Dresden bei.

## Trivia
Julia Bernotat vertritt die Hypothese, dass Georg Wilhelm Sigismund Beigel der Verfasser der Schrift Die Kunst. geheime Schriften zu entziffern von 1808 gewesen sein könnte.

## Schriften (Auswahl)
- Bestimmung der Bayerischen Masse und Gewichte. In: Monatliche Correspondenz zur Beförderung der Erd- und Himmels-Kunde. Band 1, Juni 1800, ZDB-ID 520048-9 S. 610–617.
- Näherungs-Angaben zur Bestimmung der Geographischen Länge und Breite von München, in Verbindung mit den bekannten geographischen Arbeiten des Herrn Cassini de Thury über einen Theil des südlichen Deutschlands. Strobel, München 1800, urn:nbn:de:bsz:14-db-id3682589553.
- Über die trigonometrische Vermessung in Bayern. In: Monatliche Correspondenz zur Beförderung der Erd- und Himmels-Kunde. Band 7, April 1803, S. 353–366; Band 7, April 1803, S. 377–401; Band 7, Juni 1803, S. 510–528.
- Über den Französischen Métre als materielles Mass betrachtet. In: Monatliche Correspondenz zur Beförderung der Erd- und Himmels-Kunde. Band 8, August 1803, S. 101–115.
- Vermischte Nachrichten über die Vermessung in Bayern. In: Monatliche Correspondenz zur Beförderung der Erd- und Himmels-Kunde. Band 8, Oktober 1803, S. 354–355.
- Anmerkungen zu dem vorhergehenden Aufsatze des Diaconus Camerer. In: Monatliche Correspondenz zur Beförderung der Erd- und Himmels-Kunde. Band 9, März 1804, S. 223–230.
- mit Georg von Stengel: Chemische Untersuchung einer Mutterlauge von Reichenhall. In: Physikalische Abhandlungen der königlich-baierischen Akademie der Wissenschaften. Band 2, 1802/1805 (1806), ZDB-ID 570738-9, S. 1–14.
- Chemische Untersuchung des Salzwassers von Heilbrunn bey Benedictbayern. In: Physikalische Abhandlungen der königlich-baierischen Akademie der Wissenschaften. Band 2, 1802/1805 (1806), S. 15–22.
- Sprachstrahlen. In: Allgemeines Archiv für Ethnographie und Linguistik. Band 1, 1808, ZDB-ID 500152-3, S. 332–340.
- Versuch über eine bis jetzt noch nicht erklärte Stelle in Abulfada’s Beschreibung von Aegypten, unter dem Artikel Fostat; nebst Bemerkungen über die Gnomik der Araber. In: Fundgruben des Orients. Band 1, Nr. 4, 1809, ZDB-ID 530357-6, S. 409–427.